# Il contadino cerca moglie
Il contadino cerca moglie è un programma televisivo italiano di genere reality, in onda dal 6 ottobre 2015. È stato trasmesso nelle prime quattro stagioni, dal 2015 al 2018, in prima serata su Fox e Fox Life, poi replicato (come molte produzioni Sky Italia) sulla piattaforma digitale terrestre TV8.
È poi passato, dal 2021, a Discovery Italia che ha trasmesso le puntate in anteprima sulla piattaforme a pagamento Discovery+, per poi andare successivamente, in onda, in chiaro su NOVE.

## Il programma

### Format
Il programma è l'adattamento del reality di successo internazionale Farmer Wants a Wife, prodotto da Fremantlemedia Italia per Fox Networks Group Italy.
Il format, a metà strada tra docu-reality e dating show, è nato nel Regno Unito nel 2001 e da allora è andato in onda in circa 30 Stati, tra cui Francia, Germania, Spagna, Paesi Bassi e Stati Uniti d'America, riscuotendo ottimi ascolti e facendo nascere molte storie d'amore.
Il meccanismo del programma si articola sulla base dei primi incontri dove i contadini scelgono, a partire da cinque corteggiatrici iniziali, le tre con cui iniziare a vivere in fattoria; la convivenza è scandita dai ritmi della vita agricola e le single di città vengono messe alla prova con il lavoro nei campi, le sveglie all'alba per dare da mangiare agli animali, la mungitura, la pulizia delle stalle e tutte le specifiche attività di ogni fattoria.
Il contadino può così testare lo spirito di adattamento delle sue spasimanti, mentre loro potranno riflettere se la vita di campagna faccia realmente al caso loro; il contadino, nel corso della convivenza, può anche decidere di eliminare una delle pretendenti.
Prima della scelta finale, ogni contadino ha la possibilità di invitare una delle ragazze fuori dalla fattoria per trascorrere una notte in un luogo romantico, o effettuare delle esterne, per conoscersi meglio.

### I conduttori
La conduzione del reality è stata affidata a Simona Ventura per la prima edizione, poi a Ilenia Lazzarin per la seconda e terza stagione del programma. Nella quarta edizione, la conduzione è passata a Diletta Leotta.
Con il passaggio a Discovery Italia, la conduzione per la quinta edizione passa a Gabriele Corsi,  riconfermato anche per la sesta e la settima stagione.

## Edizioni
| Edizione | Conduzione      | Periodo           | Periodo          | Puntate | Emittente / Rete | Emittente / Rete | Emittente / Rete | Contadini |
| Edizione | Conduzione      | Inizio            | Fine             | Puntate | Pay              | Pay              | Free             | Contadini |
| -------- | --------------- | ----------------- | ---------------- | ------- | ---------------- | ---------------- | ---------------- | --------- |
| 1ª       | Simona Ventura  | 6 ottobre 2015    | 1º dicembre 2015 | 9       | FOX              | FOX Life         | TV8              | 9         |
| 2ª       | Ilenia Lazzarin | 19 ottobre 2016   | 7 dicembre 2016  | 8       | FOX              | FOX Life         | TV8              | 8         |
| 3ª       | Ilenia Lazzarin | 15 novembre 2017  | 10 gennaio 2018  | 9       | FOX              | FOX Life         | TV8              | 4         |
| 4ª       | Diletta Leotta  | 17 ottobre 2018   | 19 dicembre 2018 | 10      | FOX              | FOX Life         | -                | 5         |
| 5ª       | Gabriele Corsi  | 30 settembre 2021 | 18 novembre 2021 | 8       | Discovery+       | Discovery+       | NOVE             | 5         |
| 6ª       | Gabriele Corsi  | 2 ottobre 2022    | 20 novembre 2022 | 8       | Discovery+       | Discovery+       | NOVE             | 8         |
| 7ª       | Gabriele Corsi  | 30 ottobre 2023   | 18 dicembre 2023 | 8       | Discovery+       | Discovery+       | NOVE             | 8         |
| 8ª       | Gabriele Corsi  | 24 ottobre 2024   | 12 dicembre 2024 | 8       | Discovery+       | Discovery+       | NOVE             | 5         |

### Prima Edizione (2015)
Conduttrice: Simona Ventura – Inizio trasmissione: 6 ottobre 2015 – Fine trasmissione: 1º dicembre 2015. Replica in chiaro su TV8 da mercoledì 29 giugno 2016 alle 21:15.

#### Concorrenti
- Aldo, arboricoltore pugliese. Corteggiatrici: nessuna.
- Dario, limonicoltore siciliano. Corteggiatrici: Giada, Gilda, Giulia.
- Giorgio, allevatore trentino. Corteggiatrici: Manuela, Stefania, Elena.
- Giuseppe, pastore romano. Corteggiatrici: Alice, Veronica, Valeria.
- Manolo, allevatore romano. Corteggiatrici: Jennifer, Giovanna, Gesualda.
- Michele, agricoltore toscano. Corteggiatrici: nessuna.
- Pietro, risicoltore pavese. Corteggiatrici: Lea, Ottavia, Giorgia.

##### Ascolti
| Episodi | Messa in onda    | Telespettatori | Share | Fonte |
| ------- | ---------------- | -------------- | ----- | ----- |
| 1       | 6 ottobre 2015   | 300000         | 3,20% | [ 1 ] |
| 2       | 13 ottobre 2015  | 308000         | -     | [ 2 ] |
| 3       | 20 ottobre 2015  | 347000         | -     | [ 3 ] |
| 4       | 27 ottobre 2015  | 317000         | -     | [ 3 ] |
| 5       | 3 novembre 2015  | 401000         | -     | [ 4 ] |
| 6       | 10 novembre 2015 | 386000         | -     | [ 5 ] |
| 7       | 17 novembre 2015 | -              | -     | -     |
| 8       | 24 novembre 2015 | 312000         | -     | [ 6 ] |
| 9       | 1º dicembre 2015 | 385000         | -     | [ 7 ] |
| Media   | Media            | 345.000        | -     | -     |

La prima stagione ha portato alla nascita della coppia di Jennifer e Manolo.

### Seconda edizione (2016)
Conduttrice: Ilenia Lazzarin – Inizio trasmissione: 19 ottobre 2016 – Fine trasmissione: 7 dicembre 2016 – Replica in chiaro su TV8 da mercoledì 21 giugno 2017 alle 21:15

#### Concorrenti
- Alessandra, enologa marchigiana. Corteggiatori: Alessandro, Adriano, Mirko.
- Antonella, ortofrutticoltrice sarda. Corteggiatori: nessuno.
- Christoph, frutticoltore emiliano. Corteggiatrici: Maria Paola, Maria Celeste, Veronika.
- David, allevatore friulano. Corteggiatrici: nessuna.
- Marco, viticoltore romano. Corteggiatrici: Francesca, Sara, Mariella.
- Riccardo, allevatore lombardo. Corteggiatrici: Benedetta, Chiara, Agata.
- Sebastian, allevatore e coltivatore scozzese.  Corteggiatori: Claudio, Mattia, Carmine.
- Simone, agricoltore romagnolo. Corteggiatrici: nessuna.

La seconda stagione ha introdotto due novità: l'inclusione di due contadine donne, Alessandra e Antonella, e di un contadino gay, Sebastian.

##### Ascolti
| Episodi | Messa in onda    | Telespettatori | Share | Fonte  |
| ------- | ---------------- | -------------- | ----- | ------ |
| 1       | 19 ottobre 2016  | 259000         | 1,60% | [ 8 ]  |
| 2       | 26 ottobre 2016  | 170000         | 1,00% | [ 9 ]  |
| 3       | 2 novembre 2016  | 215000         | 0,80% | [ 10 ] |
| 4       | 9 novembre 2016  | 206000         | 1,30% | [ 11 ] |
| 5       | 16 novembre 2016 | -              | -     | -      |
| 6       | 30 novembre 2016 | 249000         | -     | [ 12 ] |
| 7       | 30 novembre 2016 | 159000         | -     | [ 12 ] |
| 8       | 7 dicembre 2016  | -              | -     | -      |
| Media   | Media            | 210 000        | 0,93% | -      |

### Terza edizione (2017)
Conduttrice: Ilenia Lazzarin – Inizio trasmissione: 15 novembre 2017  –  Fine trasmissione: 10 gennaio 2018 – Replica in chiaro su TV8 da mercoledì 4 luglio 2018 alle 21:15.

#### Concorrenti
- Andrea, viticoltore calabrese laureato in economia
- Andrea, contadino di mare, allevatore di cozze
- Federico, allevatore
- Javier, azienda di famiglia
- Leonardo, coltivatore di giaggioli

### Quarta edizione (2018)
Conduttrice: Diletta Leotta – Inizio trasmissione: 17 ottobre 2018  – Fine trasmissione: 19 dicembre 2018

#### Concorrenti
- Fabrizio (37 anni) laziale, coltivatore di uva, ulivi e kiwi gialli
  - Chiara, 33 anni, giornalista sportiva
  - Giulia G, 25 anni, psicologa [eliminata alla 1ª puntata]
  - Giulia M, 31 anni, ingegnere edile
  - Marianna, 31 anni, operatrice socio sanitaria
  - Melody, 29 anni, violinista [eliminata alla 2ª puntata]
- Federica (33 anni) abruzzese, ha vissuto a Pescara, ma ora sta a Montorio al Vomano, imprenditrice agricola e alberghiera
  - Barbara
  - Elisa, 25 anni, consulente della procura [eliminata alla 1ª puntata]
  - Federica, 31 anni, custode giudiziaria
  - Francesca, 30 anni, commessa
  - Stefania, 33 anni, tecnico radio tv
- Manuel (32 anni) di San Donà di Piave, coltivatore di cereali e viticoltore
  - Fiorella, 24 anni, studentessa di biotecnologie [eliminata alla 1ª puntata]
  - Giulia
  - Mara, 23 anni, cameriera
  - Marzia, 30 anni, insegnante [eliminata alla 2ª puntata]
  - Rebecca
- Riccardo (29 anni), nato a Catania da madre californiana, contadino e chef & Dario (35 anni) contadino e commerciante di cavalli
  - Alice, 22 anni, istruttrice di equitazione [eliminata alla 2ª puntata]
  - Anna, 29 anni, assistente infermiera
  - Jessica, 28 anni, estetista [eliminata alla 1ª puntata]
  - Lina, 25 anni, segretaria
  - Maria Anna, 26 anni, parrucchiera
  - Valentina, 29 anni, barista
  - Yangelis, 32 anni, babysitter
- Roberta (28 anni) abita a Savigliano in provincia di Cuneo, allevatrice e malgara
  - Eros, 30 anni, imprenditore
  - Fabio, 37 anni, commerciante [eliminato alla 2ª puntata]
  - Michele, 30 anni, architetto
  - Raffaele, 36 anni, agente immobiliare
  - Stefano, 35 anni, geofisico

### Quinta edizione (2021)
Il programma torna in onda dopo due anni di assenza passando da Sky a Discovery che lo trasmette prima come contenuto pay su Discovery+ e poi su NOVE.
Conduttore: Gabriele Corsi – Inizio trasmissione: 30 settembre 2021 – Fine trasmissione: 18 novembre 2021
Il 25 febbraio 2021, su NOVE in prima serata, viene trasmessa la puntata dedicata ai protagonisti.
A partire dal 30 luglio 2021 gli episodi vengono pubblicati in anteprima, con cadenza di un episodio a settimana. Questi vengono poi trasmessi in chiaro, a partire dal 30 settembre 2021, su NOVE.

#### Ascolti
| Episodi | Messa in onda     | Telespettatori | Share | Fonte  |
| ------- | ----------------- | -------------- | ----- | ------ |
| 1       | 30 settembre 2021 | 488000         | 2,30% | [ 13 ] |
| 2       | 7 ottobre 2021    | 445000         | 2,00% | [ 14 ] |
| 3       | 14 ottobre 2021   | 391000         | 1,80% | [ 15 ] |
| 4       | 21 ottobre 2021   | 459000         | 2,00% | [ 16 ] |
| 5       | 28 ottobre 2021   | 367000         | 1,60% | [ 17 ] |
| 6       | 4 novembre 2021   | 412000         | 1,80% | [ 18 ] |
| 7       | 11 novembre 2021  | 388000         | 1,80% | [ 19 ] |
| 8       | 18 novembre 2021  | 433000         | 1,90% | [ 20 ] |
| Media   | Media             | 423 000        | 1,90% | -      |

### Sesta edizione (2022)
Conduttore: Gabriele Corsi – Inizio trasmissione: 1º ottobre 2022 - Fine trasmissione: 20 novembre 2022

#### Ascolti
| Episodi | Messa in onda    | Telespettatori | Share | Fonte  |
| ------- | ---------------- | -------------- | ----- | ------ |
| 1       | 2 ottobre 2022   | 354000         | 1,90% | [ 21 ] |
| 2       | 9 ottobre 2022   | 483000         | 2,60% | [ 22 ] |
| 3       | 16 ottobre 2022  | 384000         | 2,00% | [ 23 ] |
| 4       | 23 ottobre 2022  | 373000         | 1,90% | [ 24 ] |
| 5       | 30 ottobre 2022  | 304000         | 1,70% | [ 25 ] |
| 6       | 6 novembre 2022  | 332000         | 1,80% | [ 26 ] |
| 7       | 13 novembre 2022 | 414000         | 2,20% | [ 27 ] |
| 8       | 20 novembre 2022 | 434000         | 2,20% | [ 28 ] |
| Media   | Media            | 384 750        | 2,03% | -      |

### Settima edizione (2023)
Conduttore: Gabriele Corsi - Inizio trasmissione: 30 ottobre 2023

#### Concorrenti
- Davide, 28enne di Buglio in Monte: un contadino montanaro che dedica la sua vita alle mucche e alla produzione dei formaggi;
- Filippo, 31enne di Rosignano Marittimo, un ragazzo toscano energico e risoluto che si definisce testardo, ma romantico;
- Gianluca, 28enne di Nervesa della Battaglia che lavora con vigore e gioia i suoi preziosi vigneti.
- Giulia, 29enne di San Pietro ad Lacum: allevatrice di cavalli abruzzese;
- Roberto, 45enne di Quinzano D'Oglio, conosciuto da tutti come "il gigante buono";

##### Ascolti
| Episodi | Messa in onda    | Telespettatori | Share | Fonte  |
| ------- | ---------------- | -------------- | ----- | ------ |
| 1       | 30 ottobre 2023  | 533 000        | 2,90% | [ 29 ] |
| 2       | 6 novembre 2023  | 564 000        | 3,00% | [ 30 ] |
| 3       | 13 novembre 2023 | 511 000        | 2,60% | [ 31 ] |
| 4       | 20 novembre 2023 | 462 000        | 2,20% | [ 32 ] |
| 5       | 27 novembre 2023 | 458 000        | 2,40% | [ 33 ] |
| 6       | 4 dicembre 2023  | 440 000        | 2,30% | [ 34 ] |
| 7       | 11 dicembre 2023 | 534 000        | 2,80% | [ 35 ] |
| 8       | 18 dicembre 2023 | 668 000        | 3,50% | [ 36 ] |

### Ottava edizione (2024)
Conduttore: Gabriele Corsi. Inizio trasmissione: 24 ottobre 2024.

#### Concorrenti
- Annamaria, 26enne di Volterra
- Loris, 48enne di Carpineta, frazione di Cesena
- Roberto, 24enne di Preone
- Marco, 32enne di Magliano de' Marsi
- Mauro, 35enne di Olgiate Comasco

##### Ascolti
| Episodi | Messa in onda    | Telespettatori | Share | Fonte  |
| ------- | ---------------- | -------------- | ----- | ------ |
| 1       | 24 ottobre 2024  | 347.000        | 2,0%  | [ 37 ] |
| 2       | 31 ottobre 2024  | 343.000        | 2,1%  | [ 38 ] |
| 3       | 7 novembre 2024  | 389.000        | 2,1%  | [ 39 ] |
| 4       | 14 novembre 2024 | 399.000        | 2,1%  | [ 40 ] |
| 5       | 21 novembre 2024 | 400.000        | 2,1%  | [ 41 ] |
| 6       | 28 novembre 2024 | 439.000        | 2,3%  | [ 42 ] |
| 7       | 5 dicembre 2024  | 379.000        | 1,9%  | [ 43 ] |
| 8       | 12 dicembre 2024 | 477.000        | 2,5%  | [ 44 ] |

## Audience
| Edizione | Rete televisiva | Rete televisiva | Anno      | Stagione        | Programmazione | Programmazione | Programmazione | Programmazione | Programmazione | Programmazione | Programmazione | Telespettatori | Share | Première       | Première | Finale         | Finale |
| Edizione | Rete televisiva | Rete televisiva | Anno      | Stagione        | L              | M              | M              | G              | V              | S              | D              | Telespettatori | Share | Telespettatori | Share    | Telespettatori | Share  |
| -------- | --------------- | --------------- | --------- | --------------- | -------------- | -------------- | -------------- | -------------- | -------------- | -------------- | -------------- | -------------- | ----- | -------------- | -------- | -------------- | ------ |
| 1ª       | FOX             | FOX Life        | 2015      | autunno         |                |                |                |                |                |                |                | 345000         | N.D.  | 300000         | 3,20%    | 385000         | N.D.   |
| 2ª       | FOX             | FOX Life        | 2016      | autunno         |                |                | 210000         | 0,93%          | 259000         | 1,60%          | N.D.           |                |       |                |          |                | N.D.   |
| 3ª       | FOX             | FOX Life        | 2017-2018 | autunno-inverno |                |                |                |                |                |                | N.D.           |                |       |                |          |                | N.D.   |
| 4ª       | FOX             | FOX Life        | 2018      | autunno         |                |                |                |                |                |                | N.D.           |                |       |                |          |                | N.D.   |
| 5ª       | NOVE            | NOVE            | 2021      | autunno         |                |                | 423000         | 1,90%          | 488000         | 2,30%          | 433000         | 1,90%          |       |                |          |                |        |
| 6ª       | NOVE            | NOVE            | 2022      | autunno         |                |                | 385000         | 2,04%          | 354000         | 1,90%          | 434000         | 2,20%          |       |                |          |                |        |
| 7ª       | NOVE            | NOVE            | 2023      | autunno         |                |                | 542 000        | 2,85%          | 533 000        | 2,90%          | 668 000        | 3,50%          |       |                |          |                |        |
| 8ª       | NOVE            | NOVE            | 2024      | autunno         |                |                | 397 000        | 2,14%          | 347 000        | 2,0%           | 477 000        | 2,50%          |       |                |          |                |        |